# Hàm ngược

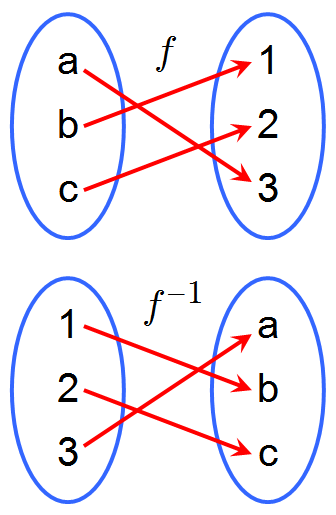
Hàm f và nghịch đảo của nó f^{ −1}. Bởi f ánh xạ a sang 3, nghịch đảo f^{ −1} ánh xạ 3 quay lại về a.

Trong toán học, hàm ngược của hàm f (hay còn gọi là nghịch đảo của f) là hàm hoàn tác lại tính toán của hàm f. Nghịch đảo f chỉ tồn tại khi và chỉ khi f là song ánh, và nếu nó tồn tại thì nghịch đảo đó được ký hiệu là {\displaystyle f^{-1}.}
Cho hàm {\displaystyle f\colon X\to Y}, nghịch đảo {\displaystyle f^{-1}\colon Y\to X} được mô tả như sau:  hàm gửi mỗi phần tử {\displaystyle y\in Y} sang duy nhất một phần tử {\displaystyle x\in X} sao cho f(x) = y.
Lấy ví dụ, xét hàm thực trả về giá trị thực sau: f(x) = 3x − 4. Ta có thể hiểu f là hàm số nhân giá trị đầu vào với 3 rồi trừ đi 4 khỏi kết quả. Để lấy về giá trị gốc từ kết quả, ta làm ngược lại bằng cách thêm 4 vào đầu vào rồi chia kết quả cho 3. Khi đó nghịch đảo của f là hàm {\displaystyle f^{-1}\colon \mathbb {R} \to \mathbb {R} } được định nghĩa bởi: {\displaystyle f^{-1}(y)={\frac {y+4}{3}}.}

## Định nghĩa

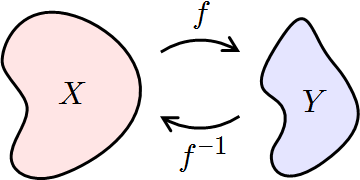
Nếu f ánh xạ X sang Y, thì f^{ −1} ánh xạ Y ngược lại về X.

Gọi f là hàm số mà miền của nó là tập X, và đối miền của nó là tập Y. Khi đó,  f được gọi là khả nghịch nếu tồn tại hàm g từ Y sang X sao cho {\displaystyle g(f(x))=x} với mọi {\displaystyle x\in X} và {\displaystyle f(g(y))=y} với mọi {\displaystyle y\in Y}.
Nếu f khả nghịch, thì chỉ có duy nhất một hàm g thoả mãn tính chất. Hàm g được gọi là nghịch đảo (hay hàm ngược) của f, và thường được ký hiệu là f −1, ký hiệu này được giới thiệu bởi John Frederick William Herschel trong 1813.
Hàm f khả nghịch khi và chỉ khi nó là song ánh, bởi điều kiện {\displaystyle g(f(x))=x} với mọi {\displaystyle x\in X} sẽ suy ra f là đơn ánh và điều kiện {\displaystyle f(g(y))=y} với mọi {\displaystyle y\in Y} suy ra f là toàn ánh.
Hàm ngược f −1 của f có thể biểu diễn như sau
{\displaystyle f^{-1}(y)=({\text{phần tử duy nhất }}x\in X{\text{ sao cho }}f(x)=y)}.

### Nghịch đảo và hợp
Nhắc lại rằng nếu f là hàm khả nghịch với miền X và đối miền Y, thì
{\displaystyle f^{-1}\left(f(x)\right)=x}, với mọi {\displaystyle x\in X} và {\displaystyle f\left(f^{-1}(y)\right)=y} với mọi {\displaystyle y\in Y}.
Sử dụng phép hợp hàm, phát biểu trên có thể viết lại thành phương trình của các hàm số:
{\displaystyle f^{-1}\circ f=\operatorname {id} _{X}} và {\displaystyle f\circ f^{-1}=\operatorname {id} _{Y},}
trong đó idX là hàm đồng nhất trên tập X; tức là hàm số không thay đổi giá trị đầu vào. Trong lý thuyết phạm trù, phát biểu này có thể dùng làm định nghĩa cho cấu xạ nghịch đảo.
Xét phép hợp hàm giúp ta hiểu ký hiệu f −1. Hàm được lấy bằng cách hợp liên tục hàm f: X→X với chính nó được gọi là hàm lặp. Nếu f được lặp lại n lần, bắt đầu từ giá trị x, thì ta có thể viết là f n(x); ví dụ, f 2(x) = f (f (x)), v.v... Bởi f −1(f (x)) = x, Hợp của f −1 và f n sẽ ra f n−1, "hoàn tác" lại một lần lặp của hàm f.

### Ký hiệu
Ký hiệu f −1(x) thực ra có thể hiểu nhầm bởi  (f(x))−1 còn có thể hiểu là nghịch đảo phép nhân của hàm f(x) chứ không phải là nghịch đảo của f.Do vậy , ký hiệu {\displaystyle f^{\langle -1\rangle }} có thể được dùng thay thế cho hàm ngược để không bị nhầm lẫn với ký hiệu nghịch đảo phép nhân.
Thật vậy, để giữ và dùng chung ký hiệu này, một số tác giả người Anh đã viết các biểu thức như sin−1(x) để ký hiệu hàm ngược của hàm sin cho x (thực ra là nghịch đảo riêng phần; xem dưới).Song, nhiều tác giả khác nhận thấy các biểu thức này dễ nhầm lẫn với nghịch đảo phép nhân của sin (x), mặc dù có thể ký hiệu là (sin (x))−1. Để tránh bất cứ hiểu nhầm nào, hàm lượng giác ngược thường được ký hiệu bằng cách thêm tiền tố "arc" (trong Latin: arcus). Ví dụ chẳng hạn, nghịch đảo của hàm sin thường sẽ được viết là hàm arcsin hay arcsin(x). Tương tự như vậy, nghịch đảo của các hàm hyperbol được ký hiệu bằng cách thêm tiền tố "ar" (trong Latin: ārea). Lấy ví dụ, nghịch đảo của hàm sin hyperbol được viết là arsinh(x). Tuy nhiên, ký hiệu sin−1(x) vẫn có thể được dùng khi phân biệt giữa nghịch đảo đa giá trị với nghịch đảo riêng phần: {\displaystyle \sin ^{-1}(x)=\{(-1)^{k}\arcsin(x)+\pi n:n\in \mathbb {Z} \}}. Các hàm ngược đặc biệt đôi khi được ký hiệu bằng cách thêm tiền tố "inv" (inverse, hay nghịch đảo), nếu ta cần phải phân biệt ký hiệu f −1

## Các ví dụ

### Hàm bình phương và căn bậc hai
Hàm f: R → [0,∞) đưa bởi f(x) = x2 không phải đơn ánh vì {\displaystyle (-x)^{2}=x^{2}} với mọi {\displaystyle x\in \mathbb {R} }. Do đó, f không khả nghịch.
Nếu miền của hàm số trên giới hạn về các số thực không âm, tức là ta xét hàm {\displaystyle f\colon [0,\infty )\to [0,\infty );\ x\mapsto x^{2}} với cùng định nghĩa như trên, thì hàm số này song ánh và do đó khả nghịch. Hàm ngược này được gọi là căn bậc hai (dương) và được ký hiệu là {\displaystyle x\mapsto {\sqrt {x}}}.

### Một số hàm ngược khác
Bảng sau cho một số ví dụ về hàm ngược của một số hàm số:
| Hàm f(x)           | Hàm ngược f −1(y)                           | Lưu ý                                      |
| ------------------ | ------------------------------------------- | ------------------------------------------ |
| x + a              | y − a                                       |                                            |
| a − x              | a − y                                       |                                            |
| mx                 | y/m                                         | m ≠ 0                                      |
| 1/x (tức là x−1)   | 1/y (tức là y−1)                            | x, y ≠ 0                                   |
| x2                 | {\displaystyle {\sqrt {y}}} (tức là y1/2)   | Chỉ khi x, y ≥ 0                           |
| x3                 | {\displaystyle {\sqrt[{3}]{y}}} (i.e. y1/3) |                                            |
| xp                 | {\displaystyle {\sqrt[{p}]{y}}} (i.e. y1/p) | x, y ≥ 0 nếu p là số chẵn; số nguyên p > 0 |
| 2x                 | lb y                                        | y > 0                                      |
| ex                 | ln y                                        | y > 0                                      |
| 10x                | log y                                       | y > 0                                      |
| ax                 | loga y                                      | y > 0 và a > 0                             |
| xex                | W (y)                                       | x ≥ −1 và y ≥ −1/e                         |
| Các hàm lượng giác | Các hàm lượng giác ngược                    | một số giới hạn (xem bảng dưới)            |
| Các hàm hyperbol   | Các hàm hyperbol ngược                      | một số giới hạn                            |

### Công thức hàm ngược
Nhiều hàm số đưa bởi công thức đại số có công thức cho hàm ngược của nó. Lý do là bởi {\displaystyle f^{-1}} của hàm khả nghịch {\displaystyle f\colon \mathbb {R} \to \mathbb {R} } có mô tả sau
{\displaystyle f^{-1}(y)=({\text{phần tử duy nhất }}x\in \mathbb {R} {\text{ sao cho }}f(x)=y)}.
Điều này giúp cho ta có thể xác định nhiều công thức khả nghịch. Lấy ví dụ, nếu f là hàm
{\displaystyle f(x)=(2x+8)^{3}}
thì để tìm {\displaystyle f^{-1}(y)} cho số thực y, ta cần tìm duy nhất một giá trị x sao cho (2x + 8)3 = y. Hay nói cách khác, ta cần giải phương trình sau:
{\displaystyle {\begin{aligned}y&=(2x+8)^{3}\\{\sqrt[{3}]{y}}&=2x+8\\{\sqrt[{3}]{y}}-8&=2x\\{\dfrac {{\sqrt[{3}]{y}}-8}{2}}&=x.\end{aligned}}}
Do đó, hàm ngược f −1 có công thức sau
{\displaystyle f^{-1}(y)={\frac {{\sqrt[{3}]{y}}-8}{2}}.}
Đôi khi, hàm ngược có thể sẽ không có công thức dạng đóng. Lấy ví dụ, nếu f là hàm số
{\displaystyle f(x)=x-\sin x,}
thì f là song ánh và do đó có hàm ngược f −1. Công thức cho hàm số này được biểu diễn như sau:
{\displaystyle f^{-1}(y)=\sum _{n=1}^{\infty }{\frac {y^{n/3}}{n!}}\lim _{\theta \to 0}\left({\frac {\mathrm {d} ^{\,n-1}}{\mathrm {d} \theta ^{\,n-1}}}\left({\frac {\theta }{\sqrt[{3}]{\theta -\sin(\theta )}}}\right)^{n}\right).}

## Các tính chất
Bởi hàm số là một dạng đặc biệt của quan hệ hai ngôi, nhiều tính chất của hàm ngược có liên hệ với quan hệ ngược.

### Tính duy nhất
Nếu tồn tại hàm ngược với hàm f, thì hàm đó là duy nhất.

### Tính đối xứng
Có đối xứng giữa hàm f và nghịch đảo của nó {{math|f−1. Chính xác hơn, nếu f là hàm khả nghịch với miền X và đối miền Y, thì nghịch đảo của nó f −1 có miền Y và ảnh X, và nghịch đảo của f −1 là hàm gốc f. Viết bằng ký hiệu cho hàm f:X → Y và f−1:Y → X như sau,
{\displaystyle f^{-1}\circ f=\operatorname {id} _{X}} và {\displaystyle f\circ f^{-1}=\operatorname {id} _{Y}.}
Phát biểu này là hệ quả của việc để f khả nghịch thì nó phải là song ánh. Bản chất chập của nghịch đảo có thể biểu diễn như sau
{\displaystyle \left(f^{-1}\right)^{-1}=f.}
Nghịch đảo của hợp hàm là
{\displaystyle (g\circ f)^{-1}=f^{-1}\circ g^{-1}.}
Để ý rằng thứ tự của g và f được đổi cho nhau; để lấy ngược lại f sau bởi g, trước hết ta phải tính nghịch đảo g, rồi mới đến f.
Lấy ví dụ, gọi f(x) = 3x và g(x) = x + 5. Khi đó hợp  g ∘ f là hàm số đầu tiên nhân với ba rồi thêm năm,
{\displaystyle (g\circ f)(x)=3x+5.}
Để đảo ngược quá trình, ta cần phải trừ 5 trước rồi mới chia 3,
{\displaystyle (g\circ f)^{-1}(x)={\tfrac {1}{3}}(x-5).}

### Hàm tự nghịch đảo
Nếu X là tập hợp, thì hàm đồng nhất trên X là chính nghịch đảo của hàm đó:
{\displaystyle {\operatorname {id} _{X}}^{-1}=\operatorname {id} _{X}.}
Tổng quá hơn, hàm  f : X → X bằng với nghịch đảo của nó, khi và chỉ khi hợp hàm  f ∘ f i bằng với idX. Các hàm như thế được gọi là phép chập.

### Đồ thị của hàm ngược
Nếu  f khả nghịch, đồ thị của hàm ngược của hàm
{\displaystyle y=f^{-1}(x)}
tương tự với đồ thị của hàm
{\displaystyle x=f(y).}
Hàm này tương tự với hàm y = f(x) định nghĩa đồ thị của f, chỉ có điều vai trò x của y đã bị đổi cho nhau been. Do đó, đồ thị của f −1 có thể thu được đồ thị của f bằng cách đổi chỗ trục x và trục y. Điều này tương đương với phản xạ đồ thị qua đường
y = x.

### Nghịch đảo và đạo hàm
Định lý hàm ngược phát biểu rằng hàm liên tục f khả nghịch trên miền giá trị (ảnh) khi và chỉ khi nó đơn điệu (tức là không có cực trị. Lấy ví dụ, hàm
{\displaystyle f(x)=x^{3}+x}
khả nghịch, vì đạo hàm
f′(x) = 3x2 + 1 luôn dương.
Nếu hàm f khả vi trên khoảng I và  f′(x) ≠ 0 với mỗi x ∈ I, thì nghịch đảo f −1 khả vi trên f(I).  Nếu y = f(x), đạo hàm của hàm ngược được đưa bởi định lý hàm ngược,
{\displaystyle \left(f^{-1}\right)^{\prime }(y)={\frac {1}{f'\left(x\right)}}.}
Sử dụng ký hiệu Leibniz, công thức trên viết lại thành:
{\displaystyle {\frac {dx}{dy}}={\frac {1}{dy/dx}}.}
Kết quả này cũng có thể lấy được từ quy tắc hàm hợp.
Định lý hàm ngược có thể tổng quát hoá cho các hàm nhiều biến. Chính xác hơn, các hàm nhiều biến  f : Rn → Rn khả nghịch trong lân cận của điểm p khi ma trận Jacobi của f tại p là ma trận khả nghịch. Trong trường hợp này, ma trận Jacobi của f −1 tại f(p) là ma trận nghịch đảo của ma trận Jacobi của f tại p.

## Các ví dụ trong đời thực
- Gọi f hàm số đổi nhiệt độ trong thang độ Celsius sang nhiệt độ trong thang độ Fahrenheit, {\displaystyle F=f(C)={\tfrac {9}{5}}C+32;} Hàm ngược của nó đổi nhiệt độ Fahrenheit về độ Celsius, {\displaystyle C=f^{-1}(F)={\tfrac {5}{9}}(F-32),}[18] bởi {\displaystyle {\begin{aligned}f^{-1}(f(C))={}&f^{-1}\left({\tfrac {9}{5}}C+32\right)={\tfrac {5}{9}}\left(({\tfrac {9}{5}}C+32)-32\right)=C,\\&{\text{với mọi giá trị của }}C,{\text{ và }}\\[6pt]f\left(f^{-1}(F)\right)={}&f\left({\tfrac {5}{9}}(F-32)\right)={\tfrac {9}{5}}\left({\tfrac {5}{9}}(F-32)\right)+32=F,\\&{\text{với mọi giá trị của }}F.\end{aligned}}}
- Giả sử f gán mỗi đứa trẻ trong gia đình năm sinh của nó. Một hàm ngược nào đó của f sẽ nhận đầu vào là năm sinh và đầu ra là đứa trẻ sinh năm đó. Tuy nhiên, nếu trong gia đình trong một năm có hai trẻ được sinh ra (ví dụ như sinh đôi, sinh ba, ...) thì giá trị của hàm số không thể biết được khi đầu vào là năm có nhiều hơn một đứa trẻ được sinh ra. Tương tự như vậy, nếu trong một năm mà không có đứa trẻ nào sinh ra, thì cũng không thể biết được giá trị hàm số. Tuy nhiên, nếu ta chỉ giới hạn về những năm có trẻ được sinh ra và giả sử rằng mỗi trẻ được sinh ra vào một năm khác nhau, thì chúng ta có hàm. Ví dụ chẳng hạn, {\displaystyle {\begin{aligned}f({\text{Allan}})&=2005,\quad &f({\text{Brad}})&=2007,\quad &f({\text{Cary}})&=2001\\f^{-1}(2005)&={\text{Allan}},\quad &f^{-1}(2007)&={\text{Brad}},\quad &f^{-1}(2001)&={\text{Cary}}\end{aligned}}}
- Công thức tính độ pH của dung dịch là pH = −log10[H+]. Trong rất nhiều trường hợp, ta cần tính nồng độ axit từ độ pH. Khi đó, ta sẽ dùng hàm ngược [H+] = 10−pH.